# Орден Заслуг Нової Зеландії

Орден Нової Зеландії «За Заслуги»

Орден Заслуг Нової Зеландії  (англ. New Zeland Order of Merit) - другий за престижністю орден в системі королівських відзнак Нової Зеландії після Ордену Нової Зеландії. Орден було встановлено 30 травня 1996 року Єлизаветою II, королевою Нової Зеландії. У королевському указі щодо ордену вказується, що він має вручатися «тим особам, які в будь-якій сфері діяльності надали гідну службу Короні та нації або які відзначилися своєю видатністю, талантами, внески чи інші заслуги», а також для визнання видатних заслуг перед Короною та народом Нової Зеландії на цивільній чи військовій посаді.

## Історія
До 1996 року громадянам Нової Зеландії присуджувалися різні британські нагороди. Створення власне новозеландських нагород, зокрема Ордену Заслуг відбулося після того, як спеціально створений при Прем'єр-міністрі Нової Зеландії комітет з питань нагород виніс рекомендацію створити відповідну систему. Це рішення було підтримано британською монархією.

## Ступені

Контр-адмірал Девід Ледсон із медаллю офіцера ордена «За заслуги» Нової Зеландії.

Монарх Нової Зеландії вважається сувереном Ордену, а генерал-губернатор є його канцлером. Існує п'ять ступенів Ордену.
- Лицар або Дама Великий Компаньйон Ордену (GNZM)
- Лицар або Дама Компаньйон Ордену (KNZM або DNZM)
- Компаньйон Ордену (CNZM)
- Офіцер Ордену (ONZM)
- Член Ордену (MNZM).

Окрім п'яти ступенів, існує три різних типи членства. Звичайне членство обмежується громадянами Нової Зеландії або країн Співдружності. «Додаткові» члени, нагороджені в особливих випадках, не враховуються в кількісних обмеженнях. Люди, які не є громадянами однієї з країн Співдружності, отримують «почесне» членство; якщо вони згодом приймають громадянство однієї з країн Співдружності, вони мають право на повне членство. Кількість Лицарів і Дам Великих Компаньйона і Компаньйонів Ордену обмежена 30 людьми, які нині живуть. Крім того, нові нагородження обмежені до 15 Лицарів або Дам-компаньйонів, 40 Компаньйонів, 80 Офіцерів і 140 Членів Ордену на рік. Існують Секретар та Реєстратор (Клерк Виконавчої Ради) і Геральд Ордену.

## Знаки розрізнення та інші відзнаки

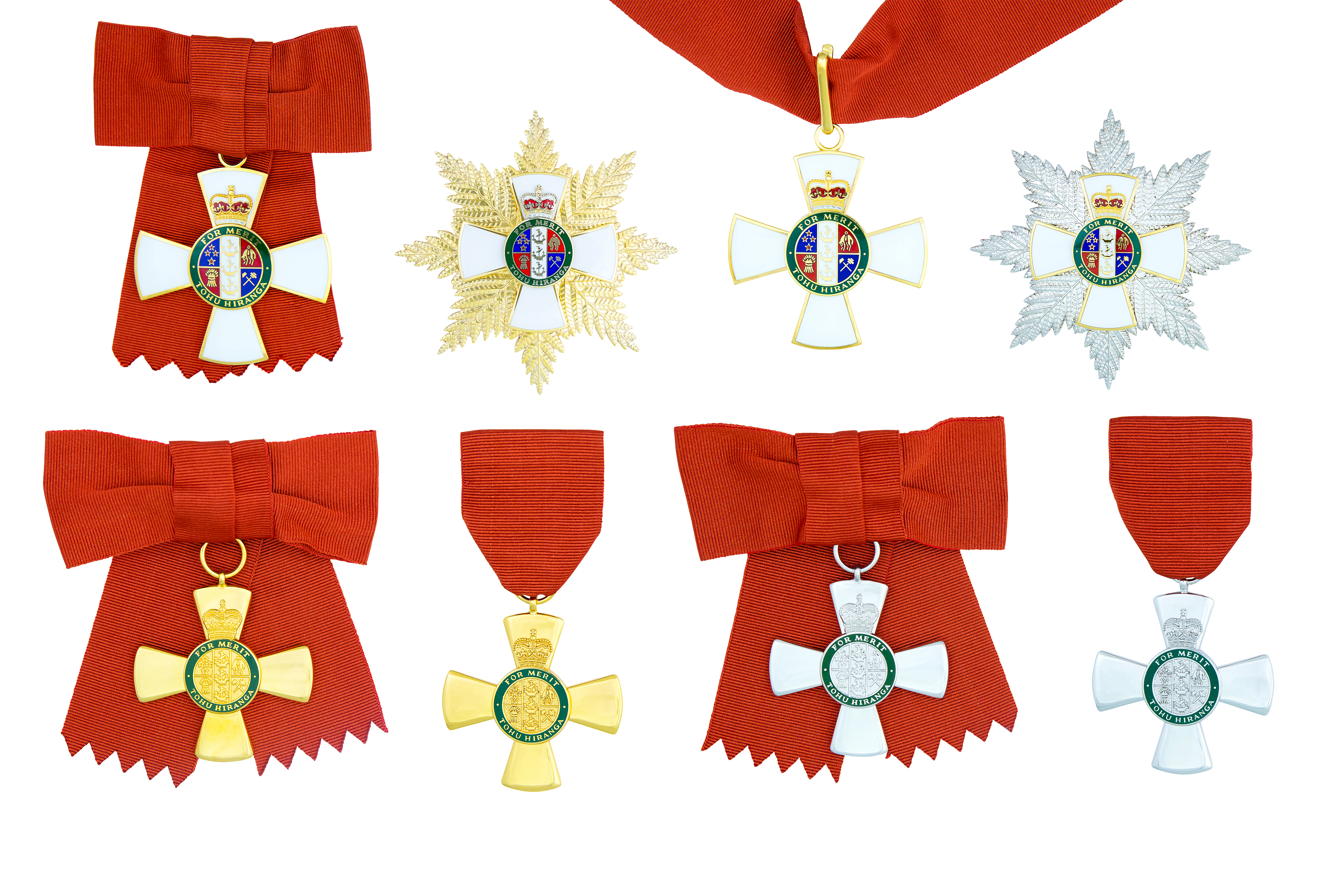
Знаки розрізнення Новозеландського Ордена «За Заслуги».

- Комір, який носять тільки Суверен і Канцлер Ордену, складається з «ланок центрального медальйона значка» та S-подібного символу маорі «кору» разом з гербом Нової Зеландії в центрі. На гербі розміщено знак Ордена.
- Основа ордену являє собою восьмикутну зірку, на кожному плечі якої зображено лист папороті, а в центрі накладено знак ордена. Лицарі Великі Компаньйони Ордену носять золоту зірку, а Лицарі Компаньйони Ордену — срібну зірку.
- Нагрудний знак для трьох найвищих ступенів — це золото-білий емалевий хрест із загнутими краями, у центрі якого розміщено герб Нової Зеландії в зеленому емальованому кільці з девізом «За заслуги Тоху Хіранга», увінчане королівською короною. Нагрудні знаки для офіцерів і членів Ордену схожі, але у позолоті та сріблі відповідно. Великі Лицарі носять знак на поясі через праве плече (хоча Генерал-губернатор Нової Зеландії зазвичай носить його як прикрасу на шиї замість коміра); Лицарі-Компаньйони та Компаньйони носять знак на шийній стрічці (чоловіки) або на банті на лівому плечі (жінки). Офіцери та члени Ордену носять знак на лівому лацкані (чоловіки) або на банті на лівому плечі (жінки).
- Стрічка і поясок Ордену однотонні, зроблені з червоної охри.

Лицар або Дама Великий Компаньйон Ордену (та Компаньйон Ордену) має право використовувати титул Сер для чоловіків і Дама для жінок.

## Протиріччя
У Новій Зеландії довгий час точаться дебати щодо необхідності використання системи нагород та титулів, аналогічній британській. Деякі новозеландці вважають, що, оскільки Нова Зеландія не є британською колонією з 1907 року, має бути створена окрема від британської система нагород та титулів. Опитування National Business Review у лютому 2000 року показало, що 54 % жителів Нової Зеландії вважають, що титули слід скасувати.
У квітні 2000 року тодішня прем'єр-міністр Нової Зеландії Хелен Кларк оголосила про скасування лицарських і дамських звань і внесення змін до статуту Ордена. З 2000 по 2009 рік двома найвищими рівнями ордена були Головний Компаньйон (PCNZM) і Видатний Компаньйон (DCNZM), без найменувань «Сер» або «Дама».
У 2009 році прем'єр-міністр Джон Кі (пізніше він сам став Лицарем Великим Компаньйоном Ордену) відновив нагороди до стану, який був до квітня 2000 року. Це рішення привітала британська корона.

## Нагородження громадян України
31 грудня 2024 року стало відомо про нагородження Орденом Заслуг Нової Зеландії засновниці новозеландсько-української благодійної організації «Mahi for Ukraine», українки Катерини Турської. В опублікованому списку нагороджених, окремо вказується, що Турська отримала високу відзнаку за «роботу на благо української громади Нової Зеландії». Катерина Турська перша українка, яка отримала державну нагороду Нової Зеландії. З отриманням нагороди її привітав Посол України в Австралії та Новій Зеландії Василь Мирошниченко.